# Röntgenfilter
Ein Röntgenfilter (auch Vorfilterung genannt) ist eine bei der Röntgenuntersuchung zwischen Röntgenröhre und Haut angebrachte Platte aus Leicht- oder Schwermetall, um die hautschädigenden weichen und mittelweichen Strahlen zu absorbieren. Diese weichen und mittelweichen Strahlen haben keine diagnostische Relevanz, da sie vom Gewebe des Patienten absorbiert werden und nicht am Detektor ankommen. Aus diesem Grund wird die Strahlung „aufgehärtet“, das heißt, die weicheren (langwelligeren und weniger durchdringungsfähigen) Strahlen werden im Röntgenfilter herausgefiltert. Die spektrale Verteilung der Röntgenröhre wird einheitlicher, „homogener“, da der weiche Strahlenanteil sozusagen herausgeschnitten wird.
Die Anwendung von Röntgenverfahren mit Einsatz von Filtern begann um 1902.